# Elizabeth (film 2000)
Elizabeth è un film TV del 2000 diretto da Steven Clarke e Mark Fielder.

## Trama
Film di stampo storico tratta dell'ascesa al trono della Elizabeth (Elisabetta) I di Tudor nel 1558, succeduta alla regina Maria. Fra vecchi amori (quello verso Robert Dudley) e nuovi doveri.